# Ohrimivka, Iakîmivka
Ohrimivka (în ucraineană Охрімівка) este localitatea de reședință a comunei Ohrimivka din raionul Iakîmivka, regiunea Zaporijjea, Ucraina.

## Demografie
Componența lingvistică a localității Ohrimivka
     Ucraineană (78,56%)
     Rusă (20,2%)
     Alte limbi (0,2%)
Conform recensământului din 2001, majoritatea populației localității Ohrimivka era vorbitoare de ucraineană (78,56%), existând în minoritate și vorbitori de rusă (20,2%).